# Линия Тамако (Сэйбу)
Seibu Tamako Line (яп. 西武多摩湖線 сэйбу тамако сэн) — железнодорожная линия частного японского железнодорожного оператора Seibu Railway в Токио. Линия протянулась на 9,2 километра от станции Кокубундзи в городе Кокубундзи до станции Сэйбу-Юэнти в городе Хигасимураяма. Является ответвлением линии Синдзюку. Линия получила своё название по названию озера Тама (яп. 多摩湖 тамако), расположенного в окрестностях конечной станции линии Сэйбу-Юэнти. С июля 2008 года, все объявления в вагонах делаются на двух языках: японском и английском, карты и указатели на станциях так же стали на двух языках.

## Станции
- Все станции расположены в Токио.

| Станция           | от предыдущей станции (км) | от станции Кокубундзи (км) | от станции Сэйбу- Синдзюку (км) | Express | Пересадки                                          | Расположение  |
| ----------------- | -------------------------- | -------------------------- | ------------------------------- | ------- | -------------------------------------------------- | ------------- |
| Кокубундзи        | -                          | 0.0                        | -                               |         | Seibu Railway：Линия Кокубундзи JR East：Линия Тюо | Кокубундзи    |
| Хитоцубаси-Гакуэн | 2.4                        | 2.4                        | -                               |         |                                                    | Кодайра       |
| Омэкайдо          | 1.0                        | 3.4                        | -                               |         | JR East：Линия Мусасино（Син-Кодайра）             | Кодайра       |
| Хагияма           | 1.2                        | 4.6                        | 23.7                            | ●       | Seibu Railway：Линия Хайдзима                      | Хигасимураяма |
| Ясака             | 1.0                        | 5.6                        | 24.7                            | ●       |                                                    | Хигасимураяма |
| Мусаси-Ямато      | 2.5                        | 8.1                        | 27.2                            | ●       |                                                    | Хигасимураяма |
| Сэйбу-Юэнти       | 1.1                        | 9.2                        | 28.3                            | ●       | Seibu Railway：Линия Ямагути                       | Хигасимураяма |